# Вернон, Эмиль
Поль Эмиль Вернон (фр. Paul Émile Vernon; 1872, Блуа — 1920, Блуа) — французский художник прекрасной эпохи.

## Биография
Эмиль Вернон родился в 1872 году в Блуа (Франция). Обучался живописи в мастерской жанрового художника и скульптора Огюста Жозефа Трюфема, а также у видного академиста Вильяма Бугро. Затем продолжил художественное образование в отделении изобразительных искусств в Университете города Тур. Специализировался преимущественно на портретной живописи и жанровых сценах.

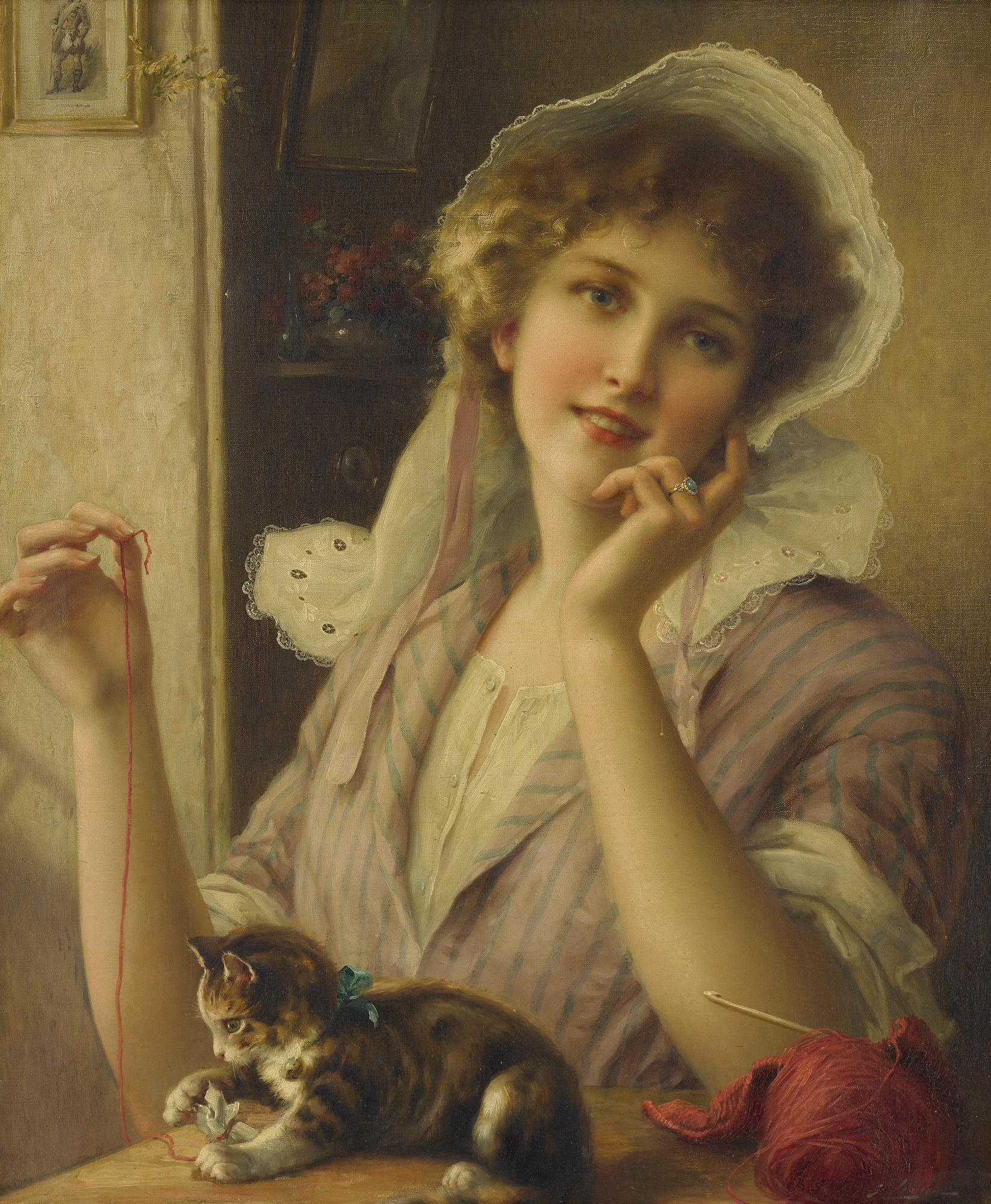
Э. Вернон. За игрой. Частная коллекция

Особенно популярными являются его портреты молодых девушек и детей, также писал пейзажи и цветочные натюрморты. В 1898 году Вернон принял участие в выставке изобразительных искусств в Туре. В том же году выставил свои работы в Парижском салоне и продолжал выставляться до 1913 года.
В 1899 году художник занимается оформлением купола и занавеса сцены театра де Шателье в городе Невер. В 1904 году Вернон переезжает в Лондон. В этом же году он представляет несколько цветочных натюрмортов на выставке в Королевской академии художеств.
В 1910-х годах Вернон работал в Лондоне и Париже. В настоящее время многие его работы находятся в частных коллекциях и стали известны благодаря коллекционерам из США, Канады и Японии. Одна из картин Вернона висит в ратуше Тура.
Эмиль Вернон умер в 1920 году в возрасте 47 лет.